# ヨハン早稲田キリスト教会
座標: 北緯35度42分21.5秒 東経139度41分25.2秒 / 北緯35.705972度 東経139.690333度

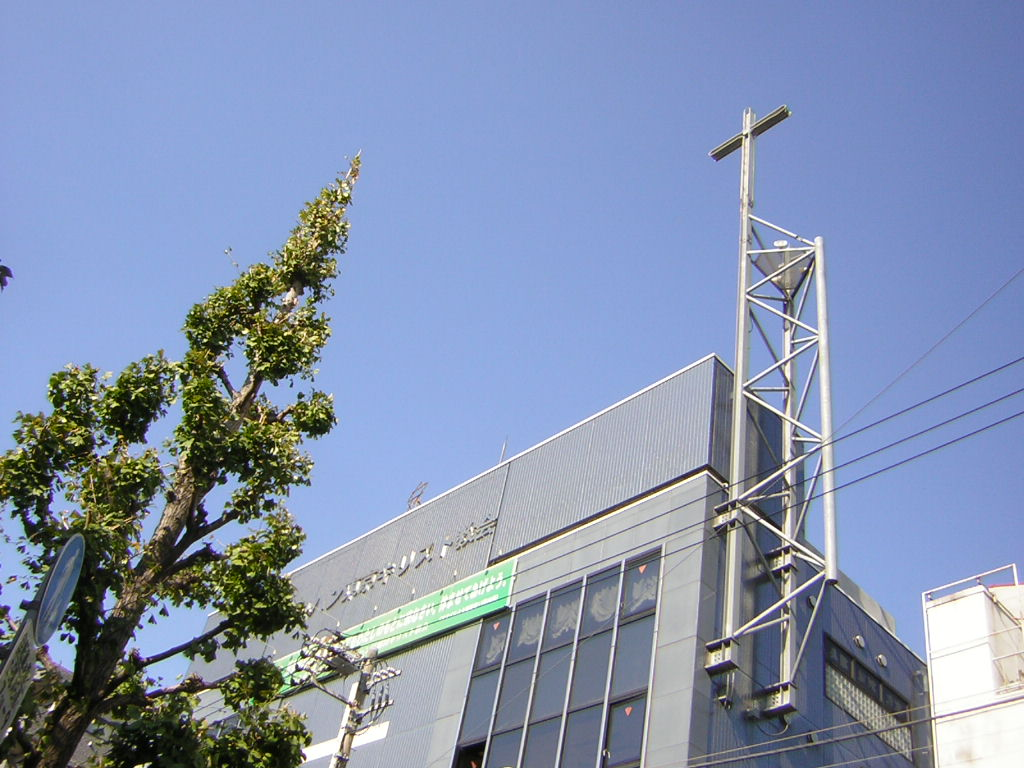

ヨハン早稲田キリスト教会（ヨハンわせだキリストきょうかい）は、韓国より来日した金圭東（キム・ギュドン）牧師によって1995年10月に創立された宗教団体。

## 概要
元は、東京都新宿区にあるプロテスタント系キリスト教会・ウェスレアン・ホーリネス教団所属の淀橋教会（元東洋宣教会日本ホーリネス教会）に韓国人が多く集まり、そこから淀橋教会韓国部が発足。そして、その後、淀橋教会韓国部が、淀橋教会の「淀」と「韓国部」の「韓」の淀韓（ハングル読みで「ヨハン」となる）の頭文字をとり、ヨハン東京キリスト教会として独立。2006年に日本福音同盟(JEA)に加盟。2013年に海外韓国人長老会(KPCA)に加盟。
- 1988年:淀橋教会にて、淀橋教会韓国部として創立。
- 1995年:ヨハン早稲田キリスト教会を設立する。
- 2004年:文部科学省所管の宗教法人格を取得。
- 2006年:日本福音同盟に加盟。
- 2013年：海外韓国人長老会に加盟。

## 主管牧師の依願退職
主管牧師の金圭東が、長年にわたり教職者や信者に対して秘密裏に常習的なセクハラ行為や性的暴行、傷害を加えていたことが被害者により告発された。2014年8月14日、当教会役員は金圭東に対し、氏が要求する退職金額を支払い、解任ではなく依願退職の形で辞任させた。2015年に日本福音同盟(JEA)から離脱させられて今後も再加盟を認可される見込みはない。福音主義の立場を取りながら聖書が説く云わば教会の悔い改めが未だ殆ど見受けられないのが再加盟を許されない大きな要因ともされる。例えば金圭東元牧師が権威による暴挙や時に暴行を振るっていた韓国人部には組織改革による成果が見受けられる面があるが、日本人部には組織改革の成果は未だ殆ど見受けられていない。日本人教職者の実力や経験の不足により信徒からの信頼も殆ど得られていない事実があるにもかかわらず、未だ扱うに容易いと見なされる信徒を選り好みする等して役職や奉仕の種類によっては任せてしまう、そのように教職者たちの独断と偏見に満ちた選定ケースである場合が日本人部には未だ頻繁にあるため、過去に犯した罪や過ちを反省して悔い改められたと見なすには値しない動向が見受けられる。しかしながら海外長老会(KPCA)と淀橋教会との関係も未だ続いている。

## 副牧師の退職
副牧師の柳廷勲(Ryu JungHun)が、教職者や信者に対して木刀による殴打を加えていたという暴力事件が、主管牧師のセクハラ事件発覚と同時に、数名の被害者により報告された。被害者の中には、強度のうつ状態になったり、PTSDを引き起こしたりするものもいた。

## 基本データ
- 住所

〒169-0074 東京都新宿区北新宿4-30-2
- アクセス方法

JR東中野駅から徒歩7分、JR新大久保駅から徒歩15分。